# Katarina Högberg Jansson
Katarina Högberg Jansson, född 7 juli 1966, är en svensk organist.
Högberg Jansson började spela orgel redan i tonåren, och är utbildad vid musikhögskolan i Göteborg. Hon har intresserat sig för utveckling av språk och musik hos små barn och har bland annat lett grupper i babysång.
Åren 2018–2021 var hon organist i Strängnäs domkyrkoförsamling med Aspö. Hon är (2025) kyrkomusiker i Almby församling i Örebro.